# تخزين مؤقت غير تقليدي
التخزين المؤقت غير التقليدي (Funky Caching) يقصد بها عند عرض المحتوى الديناميكي المؤقت عند طلب موارد غير متوفرة أو تم تحريكها. ومعروفة أيضاً بأسم «خدعة الوثيقة الخاطئة» (ErrorDocument trick)، التخزين المؤقت الذكي وخدعة راسموس  تكريماً لراسموس ليدروف (منشئ لغة بي إتش بي)، يقال أنة أول شخص يقدم هذة الآلية (على الرغم من أنها تنسب أيضاً إلى ستيغ باكن) حيق يتم استبدال وثيقة خطاء HTTP Error404 بسكربت قادر على توليد محتوى ديناميكي.